# Autonomní systém (matematika)
Autonomní systém je soustava diferenciálních rovnic, kde na levé straně stojí derivace neznámých funkcí podle času a na pravé straně jsou výrazy obsahující tyto funkce. Pravé strany rovnic tedy nezávisí na čase. Autonomní systémy se používají ve fyzice, v populační biologii, při modelování epidemií nebo při modelování ekonomických závislostí.

## Obecná definice
Autonomní systém je vektorová diferenciální rovnice {\displaystyle {\frac {\mathrm {d} X}{\mathrm {d} t}}=F(X),}kde {\displaystyle X} je {\displaystyle n}-vektorová funkce skalární proměnné {\displaystyle t} a {\displaystyle F} je {\displaystyle n}-vektorová funkce {\displaystyle n} proměnných. Rozepsáno v komponentách se jedná o soustavu {\displaystyle n} diferenciálních rovnic, kdy v každé rovnici figuruje derivace jedné neznámé funkce, rovnice je explicitně rozřešena vzhledem k této derivaci a na pravé straně explicitně nefiguruje nezávislá proměnná {\displaystyle t}. Protože se s autonomními systémy pracuje často pro veličiny závislé na čase, nazývá se nezávislá proměnná v úlohách tohoto typu čas.
Níže předpokládáme, že všechny funkce jsou "rozumné funkce" a díky tomu má každá počáteční úloha právě jedno řešení.

## Jednorozměrný autonomní systém

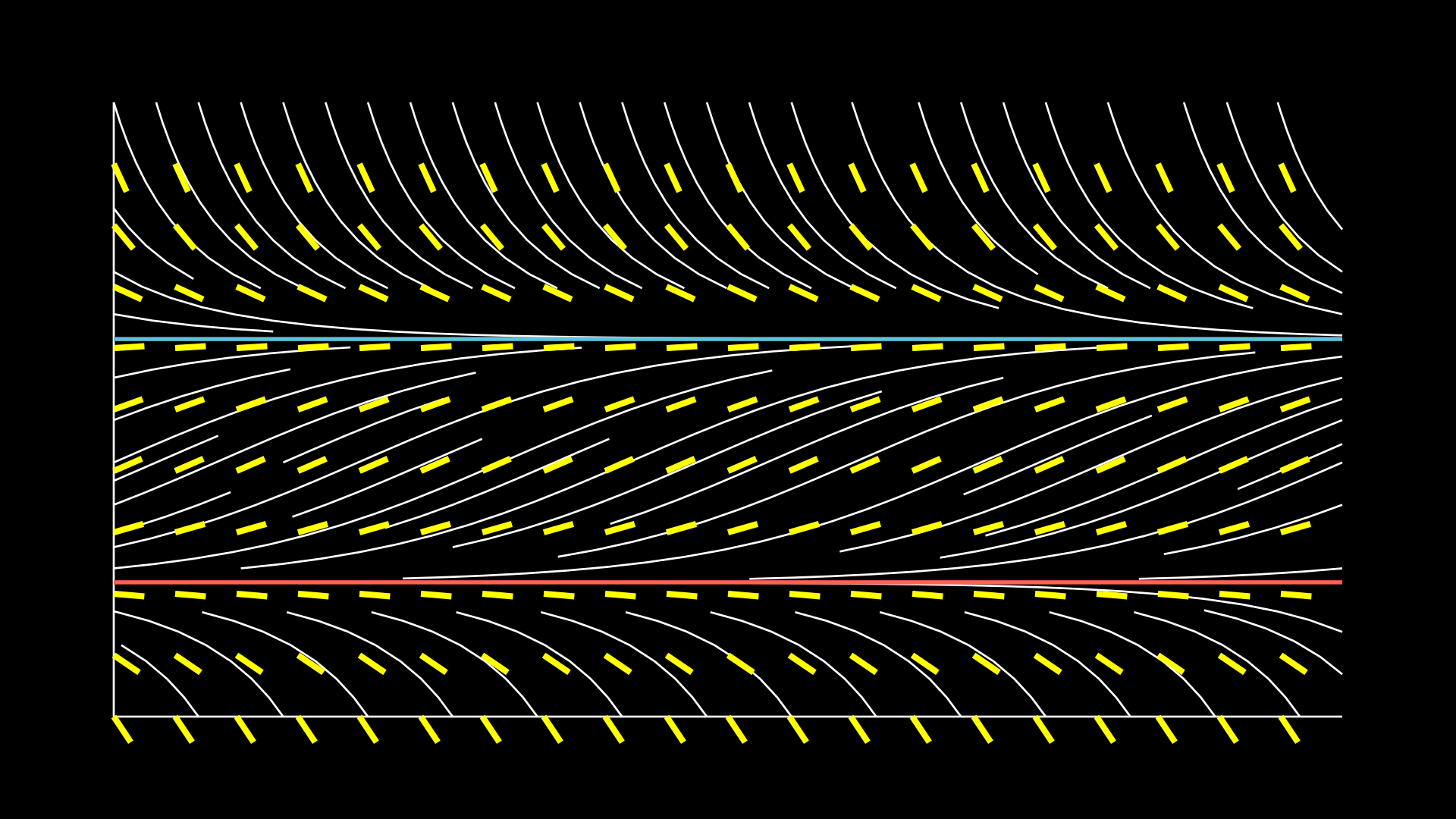
Směrové pole a integrální křivky jednorozměrného autonomního systému. Barevně vyznačena stacionární řešení.

Jednorozměrným autonomním systémem je diferenciální rovnice tvaru {\displaystyle {\frac {\mathrm {d} x}{\mathrm {d} t}}=f(x).} Jedná se o diferenciální rovnici se separovanými proměnnými a proto je možné najít její obecné řešení integrací.
Řešení jsou buď rostoucí funkce (je-li funkce {\textstyle f} v počáteční podmínce kladná), nebo klesající funkce (je-li funkce {\textstyle f} v počáteční podmínce záporná), nebo konstantní funkce (je-li funkce {\textstyle f} v počáteční podmínce nulová).
Nekonstantní řešení buď není ohraničené, nebo konverguje ke konstantnímu řešení.
Izokliny ve směrovém poli jsou vodorovné přímky.
Je-li funkce {\textstyle x(t)} řešení, potom i funkce {\textstyle x(t+c)} posunutá v čase je řešením.
Konstantní řešení se nazývají též stacionární body. Je možné je nalézt jako řešení rovnice {\textstyle f(x)=0}. Je-li funkce {\textstyle f} ve stacionárním bodě klesající, znamená to, že řešení s počáteční podmínkou danou v okolí stacionárního bodu konvergují k tomuto stacionárnímu bodu (zdola rostou resp. shora klesají). Takový stacionární bod se nazývá stabilní. Je-li funkce {\textstyle f} ve stacionárním bodě rostoucí, je situace opačná a stacionární bod je nestabilní.
Příklad. Na připojeném obrázku je typický průběh integrálních křivek a směrové pole jednorozměrného autonomního systému {\displaystyle {\frac {\mathrm {d} x}{\mathrm {d} t}}=rx\left(1-{\frac {x}{K}}\right)-h,}který je možno považovat za model populace v lokalitě s omezenou nosnou kapacitou a která je vystavena lovu konstantní intenzity. Integrální křivky jsou rostoucí nebo klesající funkce. Části s různou monotonií jsou odděleny konstantními stacionárními řešeními. Červeně je vyznačeno nestabilní a modře stabilní stacionární řešení.

## Dvourozměrný autonomní systém

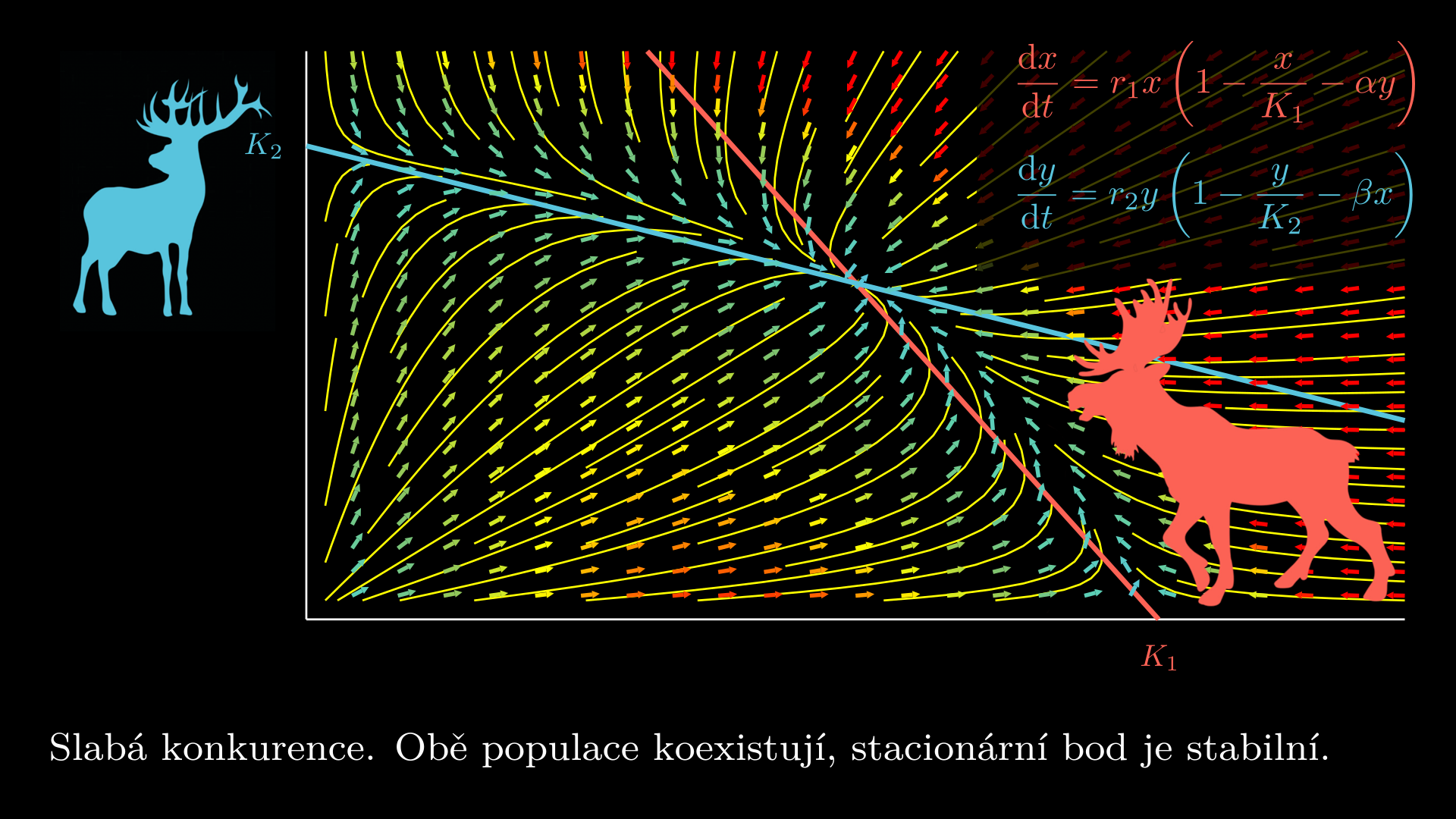
Fázový portrét konkurence dvou populací. Barevně jsou vyznačeny nulkliny.

Dvourozměrný autonomní systém je systém {\displaystyle {\begin{aligned}{\frac {\mathrm {d} x_{1}}{\mathrm {d} t}}&=f_{1}(x_{1},x_{2}),\\{\frac {\mathrm {d} x_{2}}{\mathrm {d} t}}&=f_{2}(x_{1},x_{2}).\end{aligned}}} Při kvalitativní analýze jeho chování se sledují konstantní řešení (též stacionární body, dvojice {\textstyle (x_{1},x_{2})} pro které jsou obě pravé strany nulové), nulkliny (křivky v rovině pro které je jedna z pravých stran nulová), směrové pole (vektorové pole {\textstyle (f_{1},f_{2})}) a trajektorie řešení (křivky dané parametricky funkcemi, které jsou řešením zadaného systému). Důležitou informací o chování řešení soustavy nese chování trajektorií v okolí stacionárních bodů. Proto rozlišujeme několik typů stacionárních bodů (stabilní uzel, nestabilní uzel, stabilní ohnisko, nestabilní ohnisko, sedlo, střed, bod rotace) a pro zadaný stacionární bod je možné identifikovat jeho typ pomocí vlastních čísel Jacobiho matice.
Příklad. Dvourozměrné autonomní systémy jsou například modely vzájemného působení dvou populací. Na obrázku je konkurence dvou populací. Tvar funkcí je vepsán v obrázku. Nukliny neležící na osách jsou dvě přímky, jejichž rovnice dostaneme z pravých stran z výrazů uvnitř závorek. V průsečíku nulklin je stacionární bod. V tomto případě se jedná o stabilní uzel. Vektorové pole je zakresleno kvůli přehlednosti šipkami jednotné délky a délka vektoru definovaného pravou stranou autonomního systému je zvýrazněna barvou.

## Dvourozměrný lineární autonomní systém

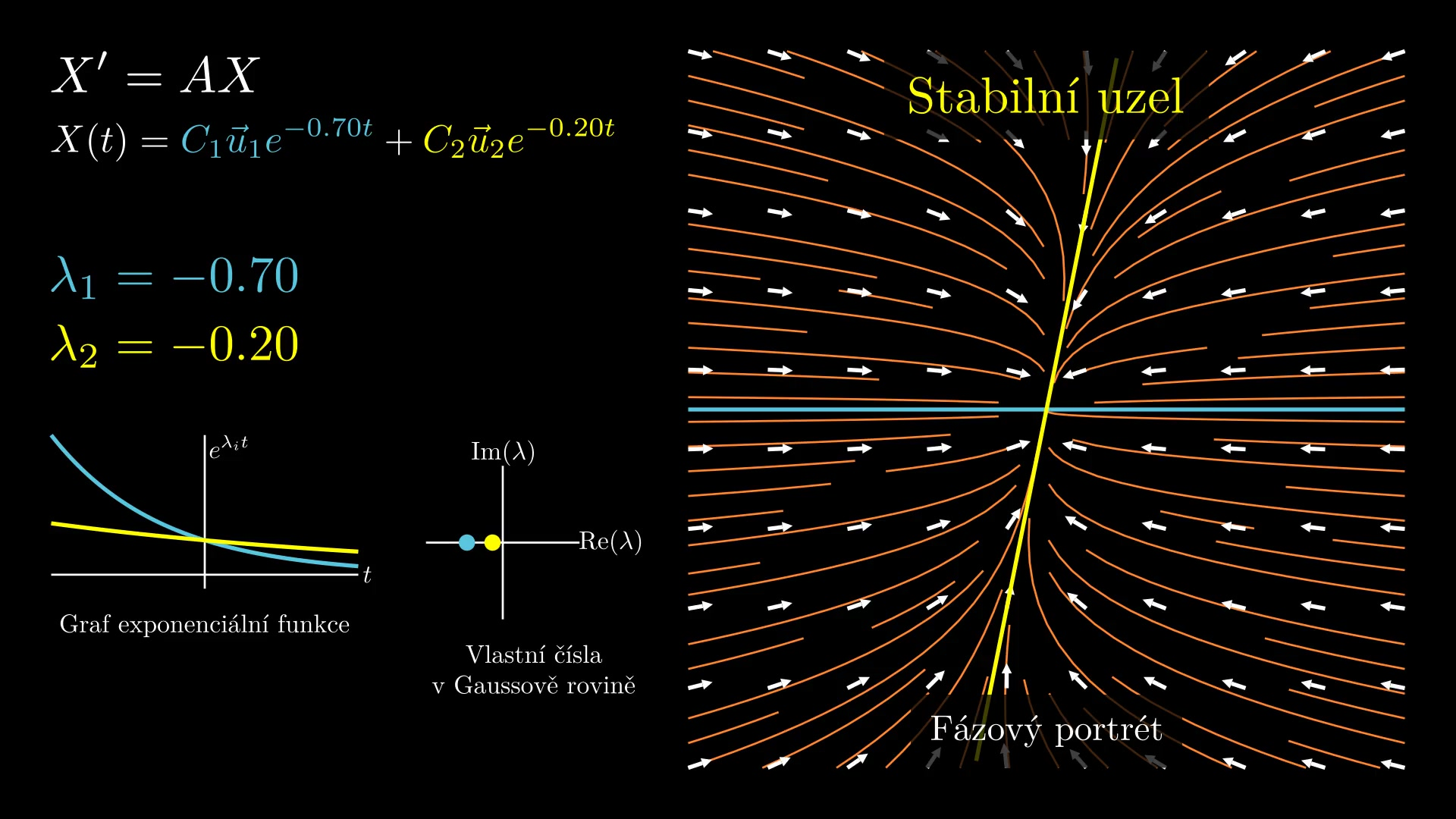
Dvourozměrný lineární autonomní systém se dvěma zápornými vlastními hodnotami.

Dvourozměrný lineární autonomní systém je systém {\displaystyle {\begin{aligned}{\frac {\mathrm {d} x_{1}}{\mathrm {d} t}}&=a_{11}x_{1}+a_{12}x_{2}+b_{1}\\{\frac {\mathrm {d} x_{2}}{\mathrm {d} t}}&=a_{21}x_{1}+a_{22}x_{2}+b_{2}\end{aligned}}} nebo v maticovém tvaru {\displaystyle {\frac {\mathrm {d} X}{\mathrm {d} t}}=AX+B,} kde {\textstyle A} je {\textstyle 2\times 2} matice, {\textstyle B} je dvourozměrný sloupcový vektor a {\textstyle X} je dvourozměrná vektorová funkce. Má-li matice {\textstyle A} nenulový determinant, má systém jediné konstantní řešení, které je řešením soustavy lineárních rovnic {\textstyle AX+B=0}. Posunutím počátku souřadnic je možno dosáhnout toho, že {\textstyle b_{1}=b_{2}=0} a proto se často bez újmy na obecnosti lineární systém uvádí ve zjednodušeném tvaru {\displaystyle {\frac {\mathrm {d} X}{\mathrm {d} t}}=AX.} Řešení je možno napsat explicitně nalezením vlastních čísel a vlastních vektorů matice {\textstyle A}. Jsou-li například {\textstyle \lambda _{1}} a {\textstyle \lambda _{2}} různá reálná vlastní čísla a {\textstyle {\vec {u}}_{1}} a {\textstyle {\vec {u}}_{2}} k nim příslušné vlastní vektory a {\textstyle X_{0}} stacionární bod, jsou všechna řešení ve tvaru {\displaystyle X(t)=X_{0}+C_{1}{\vec {u}}_{1}\mathrm {e} ^{\lambda _{1}t}+C_{2}{\vec {u}}_{2}\mathrm {e} ^{\lambda _{2}t},} kde {\textstyle C_{1}} a {\textstyle C_{2}} jsou reálná čísla.
Příklad. Na připojeném obrázku je fázový portrét lineárního autonomního systému se dvěma zápornými vlastními hodnotami. Nulklinami jsou přímky, v průsečíku přímek je stacionární bod, šipky vektorového pole jsou tečné k trajektoriím a trajektorie směřují do stacionárního bodu, který je v tomto případě stabilní uzel. Sčítanec s více záporným vlastním číslem s rostoucím časem rychleji konverguje k nule a proto se trajektorie blíží se směru druhého vlastního vektoru.
Příklad. Diferenciální rovnice pro tlumené kmity tělesa na pružině v gravitačním poli ve tvaru {\displaystyle m{\ddot {x}}+b{\dot {x}}+kx=F}se dá zapsat jako lineární autonomní systém {\displaystyle {\frac {\mathrm {d} }{\mathrm {d} t}}{\begin{pmatrix}x\\v\\\end{pmatrix}}={\begin{pmatrix}0&1\\-{\frac {k}{m}}&-{\frac {b}{m}}\end{pmatrix}}{\begin{pmatrix}x\\v\end{pmatrix}}+{\begin{pmatrix}0\\{\frac {F}{m}}\end{pmatrix}}.}Tím je diferenciální rovnice druhého řádu redukována na lineární autonomní systém, se kterým se lépe pracuje například při numerickém řešení.

## Vícedimenzionální autonomní systém
V případě vícerozměrného autonomního systému platí mnoho věcí stejně jako u dvourozměrného, trajektorie však již nejsou křivky v rovině a proto se některé techniky nebo tvrzení omezují pouze na rovinné autonomní systémy. Příkladem trojrozměrného autonomního systému je model SIR pro modelování šíření epidemie v populaci. Příkladem čtyřrozměrného autonomního systému je model SEIR pro modelování šíření epidemie s inkubační dobou.